# كأس ألمانيا 1959–60
كأس ألمانيا 1959–60 (بالألمانية: DFB-Pokal 1959/60)‏ هو الموسم 17 من كأس ألمانيا. أشرف على تنظيمه اتحاد ألمانيا لكرة القدم، وكان عدد الأندية المشاركة فيه 5، وفاز فيه بوروسيا مونشنغلادباخ.